# Гнездо (полость в завязи)

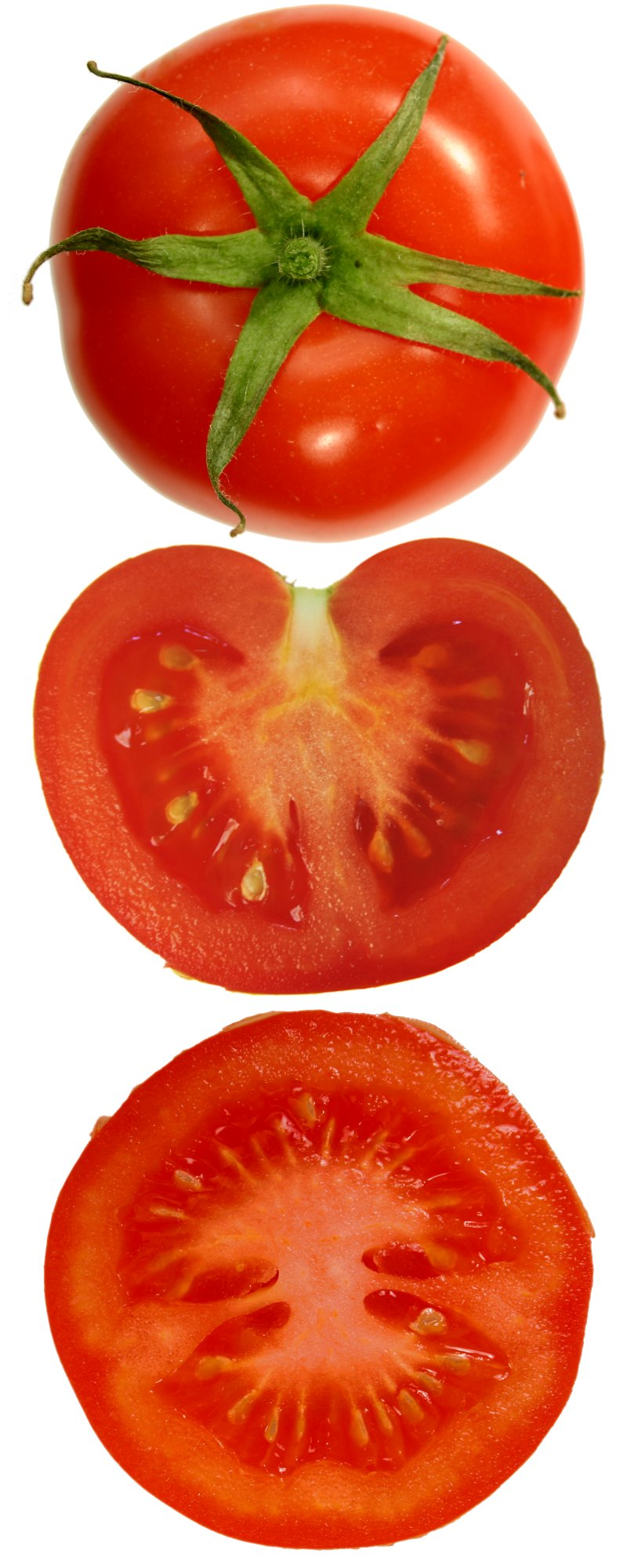
Двуокулярный плод томата

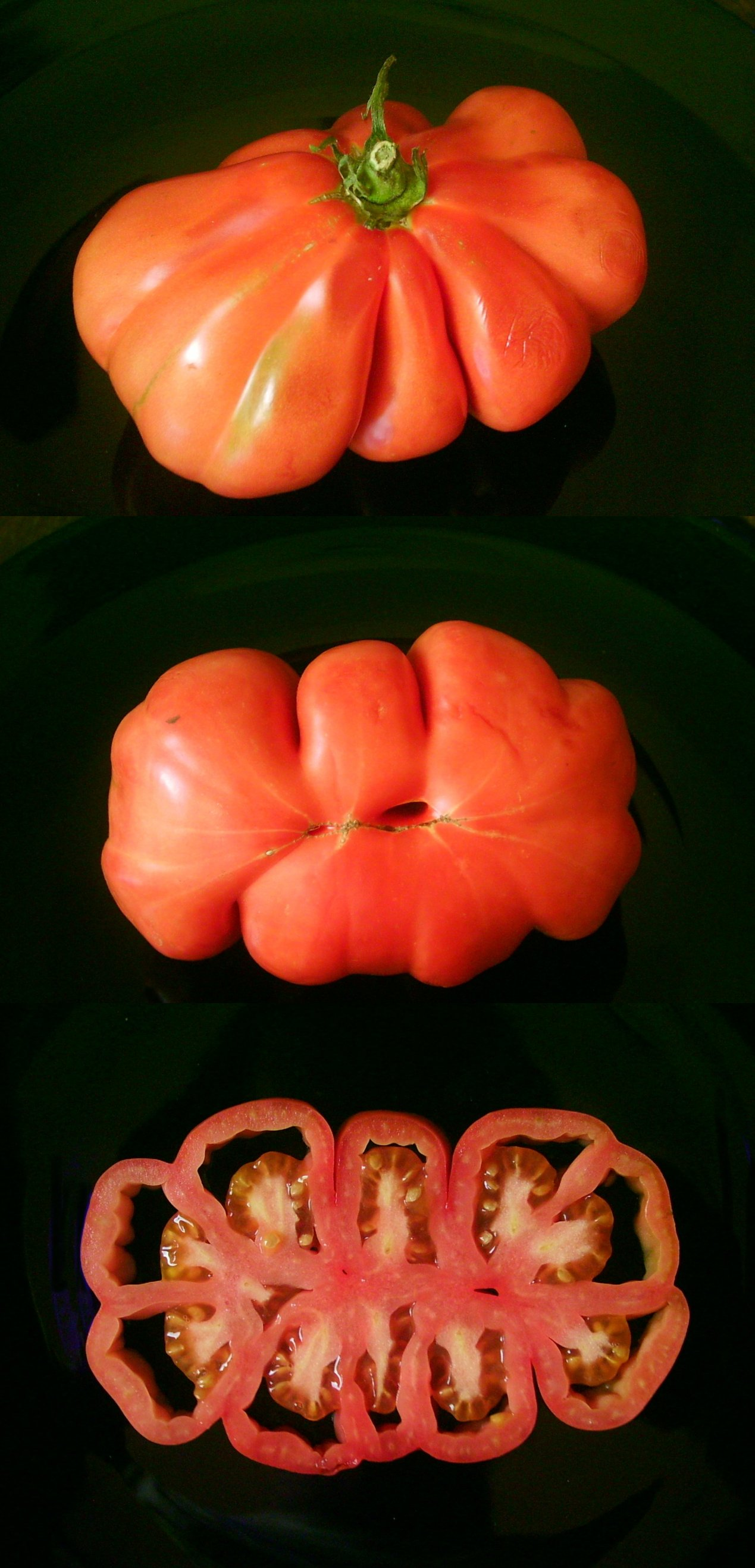
Многоокулярный плод томата

Гнездо — небольшая полость или камера внутри завязи (гинецея или плодолистика) цветка, плодов и других органов покрытосеменных (цветковых растений). 
В зависимости от количества гнёзд в завязи плоды могут быть классифицированы как одногнёздные (однокамерные, однолокулярные), двугнёздные, трёхнёздные или многонёздные. Количество гнёзд в гинецее может быть равно или меньше количества плодолистиков. В гнёздах находятся семязачатки или семена.
Термин может также относиться к камерам внутри тычинок, содержащих пыльцу.